# دولوريس فونزي
دولوريس فونزي (بالإسبانية: Dolores Fonzi)‏ (تلفظ بالإسبانية: ‎/doˈloɾes ˈfonsi/‏ ولدت بتاريخ 19 تموز/يوليو من العام 1978، هي ممثلة، مسرحية وسينمائية أرجنتينية. اشتهرت بعدما تلقت العديد من أفلامها اشادة من النقاد مثل بلاتا كويمادا (2000)، إسبيراندو آل ميسياس (2000)، إل فوندو ديل مار (2003) وغيرها.
لديها شقيق يدعى توماس فونزي وهو أيضا ممثل سينمائي من الأرجنتين، وقد عملت مع مجموعة من المخرجين مثل مارسيلو بينييرو، دانيال بورمان، داميان سيفرون وفابيان بيلينسكي.
ارتبطت دولوريس بغايل غارسيا برنال بعد أن اجتمعت به سنة 2001 في فيلم من إخراج فيتو بايز حمل عنوان فيداس بريفاداس. وفي يوم الخميس 8 كانون الثاني/يناير من سنة 2009 حصلا على ابنهما الأول الذي اختاروا له اسم لازارو (ولد في مدريد، إسبانيا). كما حصلا على ابنتهما الثانية والمدعوة ليبرتاد التي ولدت في 4 نيسان/أبريل 2011 في بوينس آيرس، الأرجنتين. إلا أنهما انفصلا في عام 2014.

## قائمة أفلامه
- المستقبل أمامنا (2017)
- القمة (2017)
- لا ليونا (2016) مسلسل تلفزي في دور يوجينيا سيراليون
- ترومان (2015)
- بولينا (2015)
- إل كريتيكو (2014)
- Ar Terapia (2012) مسلسل تلفزي في دور آنا
- جراديادوس (2012) مسلسل في دور ازول فيغا
- نادي الموت (2007)
- موجيريس أسيسيناس (2005) مسلسل في دور كونسويلو
- مروحة الصويا (2006) مسلسل في دور شارلي (كارلا)
- تيامبو نو بارا إل (2006) مسلسل في دور لورينا "لولا"
- إل أورا (2005) في دور ديانا ديتريش
- هيستيريا (2005) في دور كاميلا
- سانجر فريه (2004) مسلسل في دور ريناتا
- موجوريس أون روخو: فاما (2003) (تليفزيون)
- إل فوندو ديل مار (2003) في دور آنا
- النهائي دي جياجو (2002) (مسلسل)
- كاجا نيجرا (2002) في دور دورواتيا
- كارنال للعلاقات الدولي (2002) (تليفزيون)
- إسبيراندو آل ميسياس (2000) في دور أي
- بلاتا كويمادا (2000) في دور فيفي
- كيبيكيتا (1999) مسلسل تلفزي في دور ماريا
- فيرانو ديل '98 (1998) مسلسل في دور كلارا فاسكيز (1998-1999)
- في الشرق الأدنى وشمال أفريقيا (1996) مسلسل تلفزي

## وصلات خارجية
- دولوريس فونزي على موقع IMDb (الإنجليزية)
- دولوريس فونزي على موقع قاعدة بيانات الأفلام العربية
- دولوريس فونزي على موقع ألو سيني (الفرنسية)
- دولوريس فونزي على موقع ميوزك برينز (الإنجليزية)
- دولوريس فونزي على موقع أول موفي (الإنجليزية)
- دولوريس فونزي على موقع قاعدة بيانات الفيلم (الإنجليزية)
- دولوريس فونزي على موقع كينوبويسك (الروسية)